# Thảm sát người Hoa năm 1871
Cuộc tàn sát người Hoa năm 1871 là một cuộc bạo loạn do động cơ chủng tộc diễn ra vào ngày 24 tháng 10 năm 1871 tại Los Angeles, California, khi một đám đông khoảng 500 người nổi loạn da trắng tấn công vào Phố người Hoa để tấn công, cướp và giết người Hoa tại thành phố. Vụ thảm sát diễn ra trên phố Calle de los Negros, phố Nigger Alley, nơi sau này trở thành một phần của Los Angeles Street. Khoảng 17 đến 20 người nhập cư Trung Quốc bị đám đông tra tấn và treo cổ, làm cho sự kiện này trở thành sự kiện giết người không theo luật pháp lớn nhất trong lịch sử nước Mỹ.

## Bạo loạn và vụ thảm sát
Sự phân biệt đối xử với người Hoa ở California là nguyên nhân gốc rễ của vụ thảm sát. Một nguyên nhân nhỏ hơn, nhưng gần hơn liên quan đến việc giết Robert Thompson, một chủ trang trại địa phương, đã chết trong đám cháy giữa một cuộc đấu súng giữa hai phe người Trung Quốc. Cuộc chiến này là một phần của một cuộc ẩu đả kéo dài trong vụ bắt cóc một phụ nữ Trung Quốc tên Yut Ho.
Người Trung Hoa đã chết ở Los Angeles bị treo ở ba nơi gần trung tâm của khu kinh doanh trung tâm thành phố; từ mái nhà bằng gỗ trên vỉa hè trước cửa hàng vận chuyển; từ hai bên "Toa xe ô tô có bạt che" đậu trên đường phố xung quanh góc từ cửa hàng vận chuyển; và từ chùm chùm của một cánh cửa rộng dẫn vào một khu rừng cây gỗ cách khu vực hai cây số cách xa vài khối nhà. Một trong những nạn nhân bị treo cổ mà không mặc quần và bị cắt một ngón tay trên tay trái.